# Сангушко, Роман Станислав
Князь Роман Адам Станислав Сангу́шко (пол. Roman Adam Stanisław Sanguszko, на русский лад Рома́н Евста́фьевич Сангу́шко; 24 апреля 1800, Волынская губерния, Российская империя — 26 марта 1881, Славута) — один из крупнейших землевладельцев Волыни, участник польского восстания 1830—1831 годов, ссыльный.

## Биография
Глава древнего и богатого княжеского рода Сангушек герба «Погоня», старший сын польского военачальника Евстахия Эразма Сангушко (1768—1844), и княжны Клементины Марии Терезы Чарторыйской (1780—1852). Младший брат — князь Владислав Иероним Сангушко (1803—1870).
Первоначальное воспитание получил дома, после обучался в Берлинском университете. Военную службу начал корнетом Кавалергардского полка Российской императорской армии в Санкт-Петербурге. В 1823 году вышел в отставку и уехал за границу.
В 1830 году изменил присяге и примкнул к польским повстанцам. В сражении под Лысобыками был взят в плен. Своё участие в восстании объяснил любовью к родине, с целью содействия возрождению Речи Посполитой. Особым указом царя был лишен дворянства и всех прав состояния и отправлен на каторгу в Сибирь, причем весь путь должен был пройти пешком в кандалах. Ссылку отбывал вместе с декабристами и другими польскими участниками восстания.
В 1834, после ссылки, Роман Сангушко был переведен на Кавказ в Тенгинский 77-й пехотный полк, квартировавшийся в Грузии. За отличия в боях с горцами, ему было присвоено офицерское звание. Получив контузию в сражении, в марте 1845 после 14 лет ссылки вернулся на родину на Волынь в своё имение в Славуту и вышел в отставку.
Став распорядителем славутских имений после смерти отца в 1844 году, но лишенный княжеского и дворянского титулов, Роман Сангушко освободил в 1847 году всех своих крестьян от крепостной зависимости и сделал большой вклад в деле благоустройства городка Славута, занимался опекой литературы и искусства, собрал у себя богатую коллекцию редких книг и картин.
Активно и с пользой занимался ведением хозяйства в имении: внедрил систему полевых севооборотов, разработал план рационального использования лесов, завел обширные питомники для выращивания саженцев деревьев, разбил леса на сектора, пытаясь сохранить леса, покупал дрова на стороне для нужд фабрик и заводов. Сангушко был основоположником сахароварения на Волыни, им построены 5 сахарозаводов, в том числе рафинадный комбинат в Шепетовке. Основал суконную фабрику. Занимался разведением арабских скакунов.
В 1857 г. российский император Александр II вернул ему княжеский титул. Князь Роман Евстафьевич Сангушко, которого местные жители звали Романом Старшим, умер в Славуте в 1881 году.

## Семья

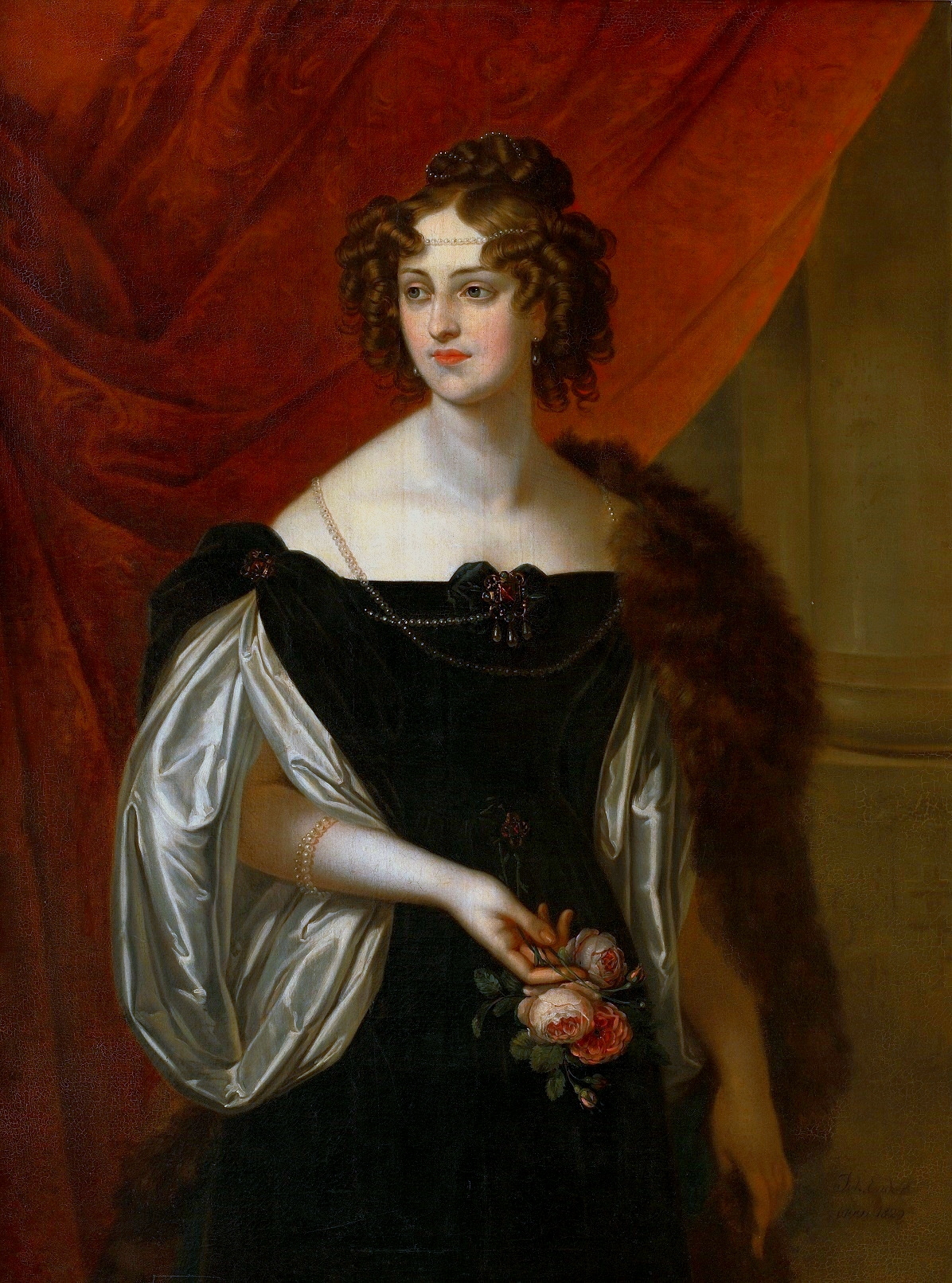
Наталья Потоцкая, жена

Жена (с 16.05.1829) — графиня Наталья Потоцкая (18.03.1807—17.11.1830), дочь Александра Станислава Потоцкого (1778—1845) и Анны Тышкевич (1776—1867). Их свадьба была в Вене и по словам Долли Фикельмон, молодожены «не производили впечатления влюбленных друг в друга, но представлялись парой, исполненной доброжелательности и взаимного доверия». Согласно воспоминаниям современников, Наталья Потоцкая была невероятно красива и обладала благородной и изысканной душой. Её прославила в своих произведениях Дельфина Гай, а влюбленный в неё декабрист Лунин часто вспоминал в своих «Письмах из Сибири».
Умерла от родильной горячки, оставив мужу единственную дочь:
- Мария Клементина Сангушко (1830—1903), во время ссылки отца жила у его родителей. В марте 1851 года стала женой польского магната, графа Альфреда Юзефа Потоцкого (1817—1889), будущего наместника Королевства Галиции и Лодомерии. Была единственной наследницей своего отца, но за несколько лет до его смерти та часть имения, которая должна была сохраниться в роде Сангушко, была передана племяннику князя Роману Сангушко.